# Ephyrogymna circularis
Ephyrogymna circularis is een zeespin uit de familie Ascorhynchoidea. De soort behoort tot het geslacht Ephyrogymna. Ephyrogymna circularis werd in 1943 voor het eerst wetenschappelijk beschreven door Hedgpeth. 